# Lego Legends of Chima Online
 (décembre 2015).
 (décembre 2015).
Si vous disposez d'ouvrages ou d'articles de référence ou si vous connaissez des sites web de qualité traitant du thème abordé ici, merci de compléter l'article en donnant les références utiles à sa vérifiabilité et en les liant à la section « Notes et références ».
Lego Legends of Chima Online est un jeu vidéo en ligne créé par Warner Bros Games Montreal, sorti en 2013. Il est basé sur la gamme Lego Legends of Chima.
Après l'ouverture de Lego Minifigures Online, le jeu est fermé au début de l'année 2015[réf. nécessaire].

## Système de jeu
Le joueur doit choisir sa tribu parmi celles proposées (représentants celles de la série) il doit ensuite monter de niveau en remplissant des quêtes pour divers Personnages Non Joueurs et ainsi accéder a des nouvelles zones de jeu faisant référence a des lieux de la série original.  [Lesquelles ?].